# Compagnie générale des eaux
Pour les articles homonymes, voir CGE.
La Compagnie générale des eaux ou CGE ou Générale des eaux était une société spécialisée dans la distribution d'eau en France. Elle a pris le nom de Vivendi en 1998, puis Veolia Environnement.

## Histoire
L'assemblée générale constitutive du 23 et 27 juillet 1853 rassemble Louis Napoléon Lannes, vice-président, Henri de Pourtalès-Gorgier, Henri d'Avigdor, Jean Germain Henri Nouton, Joseph-Xavier de Lizardi, Auguste Dassier, John Masterman, John Sadleir, Major J.-A. Moore, et Joseph Paxton. Elle élit comme président Henri Siméon.
À sa création, un an après le coup d'État de Napoleon III et la fondation du Second Empire, la Compagnie générale des eaux s'engageait à « pourvoir largement à la distribution d'eau dans les villes et à l'irrigation des campagnes ». C'est par décret impérial, le 14 décembre 1853, que la ville de Lyon s'engage à acheter de l'eau (10 000 m³) à des conditions fixées par avance (17 francs le mètre cube), non révisables sur 20 ans. Pour la première fois au monde, une concession d'eau était faite.
En 1854, la ville de Nantes concède pour 60 ans sa distribution de l'eau à la CGE. Elle a de très grands travaux en vue, et abandonne son premier projet de réaliser elle-même son service d'eau. En 1894, la ville dénonce ce contrat et crée son propre service des eaux, qui existe toujours. Paris suivra en 1860.
La création de la CGE découlait des idées saint-simoniennes et en particulier de celles de Prosper Enfantin, l'un des premiers administrateurs de la société, pour qui la création de réseaux était fondamentale au développement industriel et plus généralement au progrès de la société. Enfantin avait ainsi participé aux projets de création d'un canal à Suez ou de réseaux ferrés en France.
Le succès boursier immédiat de la société Générale des eaux a permis la création, le 4 mai 1864, par décret impérial, de la banque Société générale.

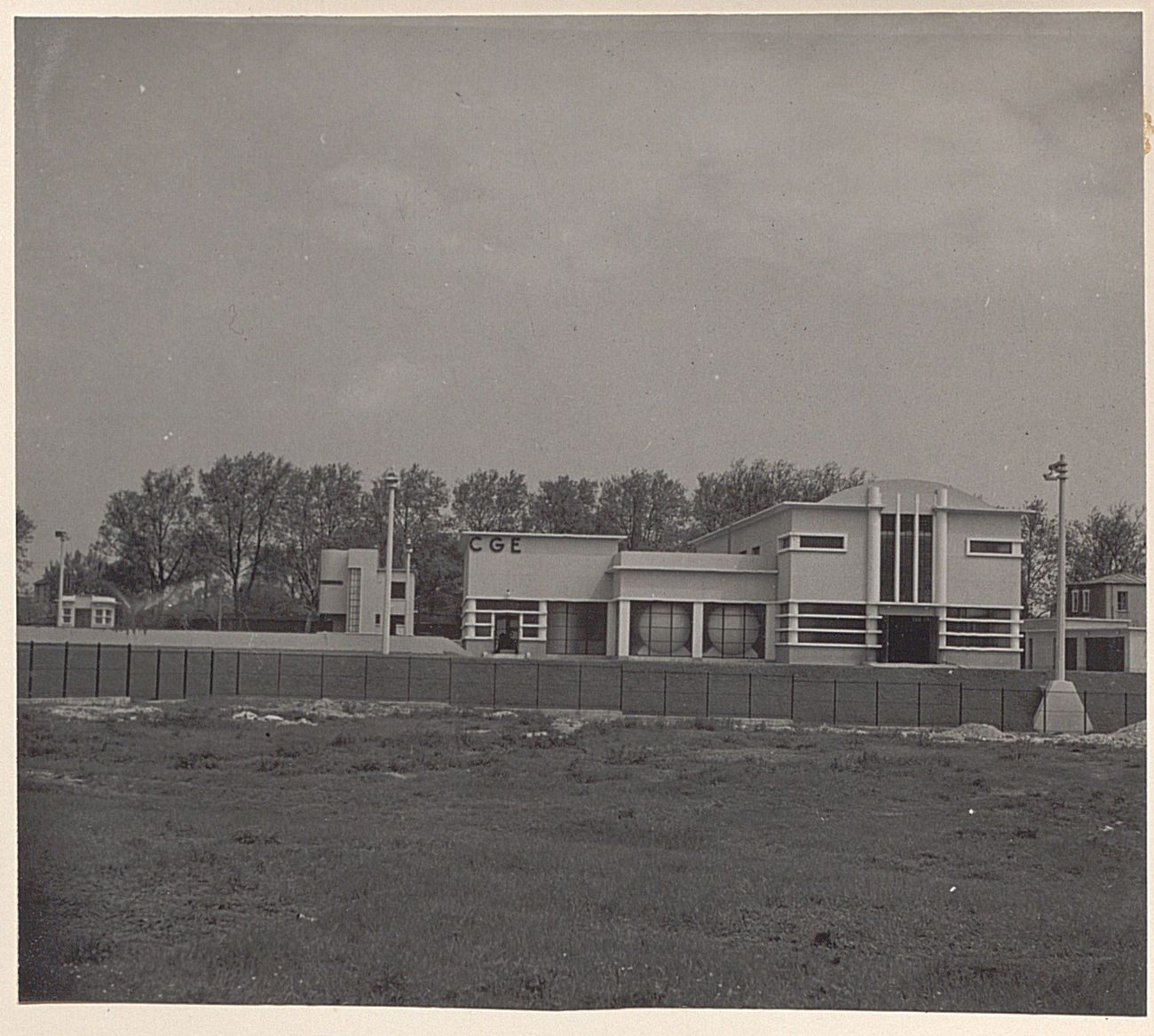
Station de captage de la CGE à Épinay-sur-Seine dans les années 1930.

### 1998: Vivendi Environnement
La CGE est devenue Vivendi en 1998. Ses activités historiques deviennent Vivendi environnement puis Veolia environnement au sein de sa division Veolia Eau.

### 2000: Veolia Environnement
En 2000, Vivendi se désengage de la SGE, Société générale d’entreprises entreprise de construction et de travaux publics, qui devient alors le groupe Vinci.
La société a été mêlée à une affaire de financement occulte du PCF, qui a été jugée en 2001.

## Présidences-directions générales
- 1853-1861 : Henri Siméon
- 1861-1902 : Edward Blount
- 1902-1920 : Rodolphe Hottinguer

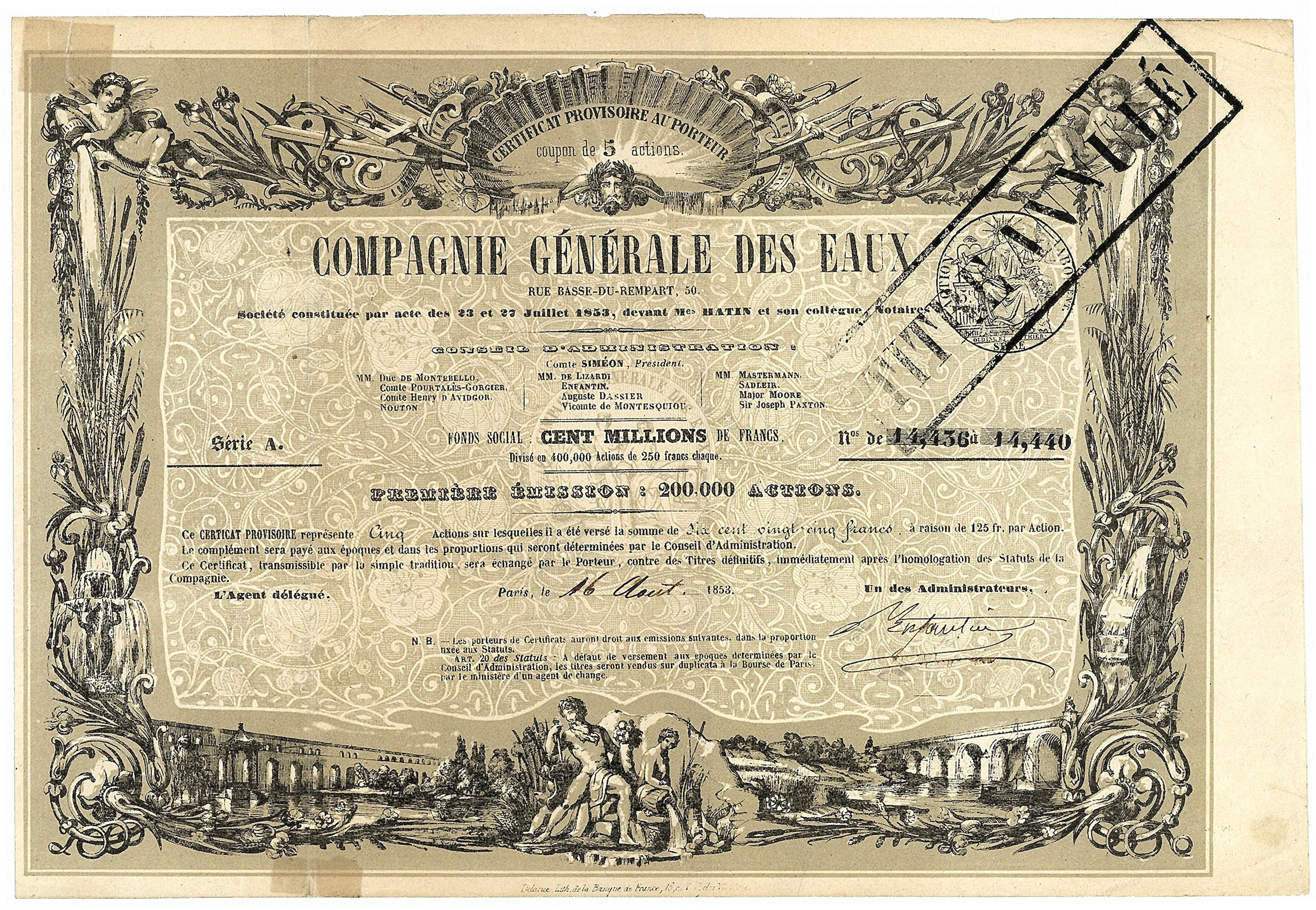
Certificat provisoire de fondation de la Compagnie Générale des Eaux (CGE) de 5 actions de 125 francs chacune, daté à Paris le 16 août 1853, signé de la main de Barthélemy Prosper Enfantin en tant qu'administrateur. La création de la Compagnie Générale des Eaux, qui prendra le nom de Vivendi en 1998, découle des idées socialistes du saint-simonien Enfantin.

- 1920-1945 : Alphonse Gérard (1861-1945), père du suivant
- 1946-1972 : Robert Gérard (1899-1998)
- 1972-1976 : Georges Huvelin
- 1976-1996 : Guy Dejouany
- 1996-2002 : Jean-Marie Messier

### Autres personnalités dirigeantes
- Barthélemy Prosper Enfantin dit le Père Enfantin (1796-1864), administrateur et directeur de 1853 à sa mort.
- Fernand Foy (1847-1927), administrateur de 1876 à 1907, apparenté aux Pillet-Will et à la famille du baron Gérard.
- Albert Mallet, administrateur en 1879, vice-président de 1902 à 1924 puis remplacé par Jacques Mallet.
- Alexandre Gérard (1819-1899), ingénieur civil, administrateur de la Générale des Eaux de 1879 à 1889, père d'Alphonse Gérard.